# Magali Picard
Magali Picard, née en 1970 à Montréal au Québec, est une syndicaliste québécoise et l'actuelle présidente de la Fédération des travailleurs et travailleuses du Québec, la première femme et la première Autochtone à occuper ce poste

## Biographie
Magali Picard naît en 1970 à Montréal d'un père autochtone chauffeur d'autobus issu d'une famille de 14 enfants dont 9 filles. En 1982, la famille déménage à Wendake, le chef-lieu de la nation huronne-wendate. Elle découvre que ses tantes n'habitent pas au village mais en périphérie parce qu'elles ont perdu leur statut d'Autochtones en mariant des non-Autochtones. Sa mère, non autochtone, de son côté, habite le village et a sa carte d'Autochtone parce qu'elle a marié un homme autochtone. Elle réalise que si elle marie un homme qui n'est pas issu des Premières Nations, elle sera expulsée de Wendake. Ses tantes se sont battues pour faire changer cette injustice. En 1985, la Loi sur les Indiens est modifiée et, en 1986, toutes ses tantes reviennent vivre au village. Cette bataille de ses tantes est à l'origine de son engagement à se battre contre les injustices en ne restant pas silencieuse et unifiant les forces pour combattre ces injustices,.
Le 19 janvier 2023, elle devient présidente de la FTQ lors du 33e congrès de la centrale syndicale succédant à Daniel Boyer. Wendate, elle est la première femme et la première Autochtone à occuper ce poste.